# Raul Botelho
Raul Botelho (São Paulo, 22 de julho de 1957) é um Tenente-Brigadeiro da Força Aérea Brasileira, que foi Chefe do Estado-Maior Conjunto das Forças Armadas de 15 de janeiro de 2019 até 31 de maio de 2021.

## Carreira militar
Ingressou na Força Aérea Brasileira  em 1973, sendo declarado Aspirante a Oficial aspirante em 1979. Foi promovido a brigadeiro do ar em março de 2007 e a tenente-brigadeiro do ar em março de 2015.
É oficial da Força Aérea Brasileira, possui todos os cursos de carreira, dentre os quais o curso de formação de oficiais aviadores, o curso de aperfeiçoamento de oficiais, o curso de comando e estado-maior da aeronáutica e o curso de política e estratégia aeroespaciais. 
Na área civil, é bacharel em administração de empresas, formado pela universidade Mackenzie – SP e pós-graduado lato sensu, MBA executivo em gestão administrativa, nível estratégico.
O tenente-brigadeiro Botelho é piloto de Reconhecimento aéreo e piloto de Busca e Salvamento.

## Cargos exercidos
Dos diversos cargos já exercidos, destacam-se: 

- Comandante de esquadrilha, na academia da força Aérea (AFA);
- Comandante do destacamento de proteção ao voo de São Paulo;
- Comandante do primeiro esquadrão do sexto grupo de aviação;
- Observador militar da ONU, em Moçambique;
- Assessor na secretaria de acompanhamento e estudos institucionais do gabinete de segurança institucional (GSI);
- Representante do brasil na junta interamericana de defesa;
- Comandante da primeira força aérea;
- Comandante do terceiro comando aéreo regional;
- Diretor-geral do departamento de ensino da aeronáutica;
- Comandante-geral do pessoal (COMGEP);
- Presidente da comissão de promoção de oficiais da aeronáutica;
- Chefe do Estado-Maior da Aeronáutica.

Assumiu o cargo de chefe do Estado-Maior Conjunto das Forças Armadas, do Ministério da Defesa, em 15 de janeiro de 2019.
Possui dezenove condecorações nacionais e três estrangeiras.
O Tenente-brigadeiro Botelho possui 3.600 (três mil e seiscentas) horas de voo.
É casado com a senhora Patrícia de Gouvêa Botelho, e possui três filhas: Rayana, Brilla e Maria Eduarda.